# Верхньотроїцька сільська рада
Верхньотро́їцька сільська рада (рос. Верхнетроицкий сельский совет) — муніципальне утворення у складі Туймазинського району Башкортостану, Росія. Адміністративний центр — село Верхньотроїцьке.

## Населення
Населення — 1243 особи (2019, 1336 у 2010, 1240 у 2002).

## Склад
До складу поселення входять такі населені пункти:
| Населений пункт        | Населення, осіб (2002) | Населення, осіб (2010) |
| ---------------------- | ---------------------- | ---------------------- |
| Верхньотроїцьке, село  | 817                    | 816                    |
| Кармалка, присілок     | 22                     | 7                      |
| Майське, присілок      | 23                     | 48                     |
| Новонаришево, присілок | 119                    | 168                    |
| Фрунзе, присілок       | 201                    | 241                    |
| Чапаєво, присілок      | 58                     | 56                     |